# Verbascum speciosiforme
Verbascum speciosiforme är en flenörtsväxtart som beskrevs av Hub.-mor.. Verbascum speciosiforme ingår i släktet kungsljus, och familjen flenörtsväxter. Inga underarter finns listade i Catalogue of Life.